# 30. domobranski pehotni polk (Avstro-Ogrska)
Za druge 30. polke glejte 30. polk.
30. domobranski pehotni polk (izvirno nemško k.k. Landwehr Infanterie Regiment Nr. 30) je bil pehotni polk avstro-ogrskega domobranstva.

## Zgodovina
Polk je bil ustanovljen leta 1899. 

### Prva svetovna vojna
Polkovna narodnostna sestava leta 1914 je bila sledeča: 68% Čehov, 28% Nemcev in 4% drugih.
Naborni okraj polka je bil v Vysokém Mýto in Hradec Královu, pri čemer so bile polkovne enote garnizirane v Vysokém Mýto.
Med prvo svetovno vojno se je polk bojeval tudi na soški fronti.

## Poveljniki polka
- 1914: Rudolf Kasal[1]